# Katsuo Yamaguchi
Pour les articles homonymes, voir Yamaguchi.
Katsuo Yamaguchi (1917-2006), Hanshi 9e dan kendo, Meijin 10e Dan Iaido (居合道) est un des membres fondateurs de la prestigieuse Kokusai Budoin. 